# Gelis cushmani
Gelis cushmani là một loài tò vò trong họ Ichneumonidae.